# Décennie 1370 en arts plastiques
Chronologie des arts plastiques
Années 1360 - Années 1370 - Années 1380

## Réalisations
- Vers 1370 : fresques de l’église Saint-Théodore-le-Stratilate à Novgorod réalisées par un peintre byzantin[1].
- Vers 1370-1380 : Bois Protat, considéré comme le plus ancien bois gravé du monde occidental daté des années 1370 à 1380[2].

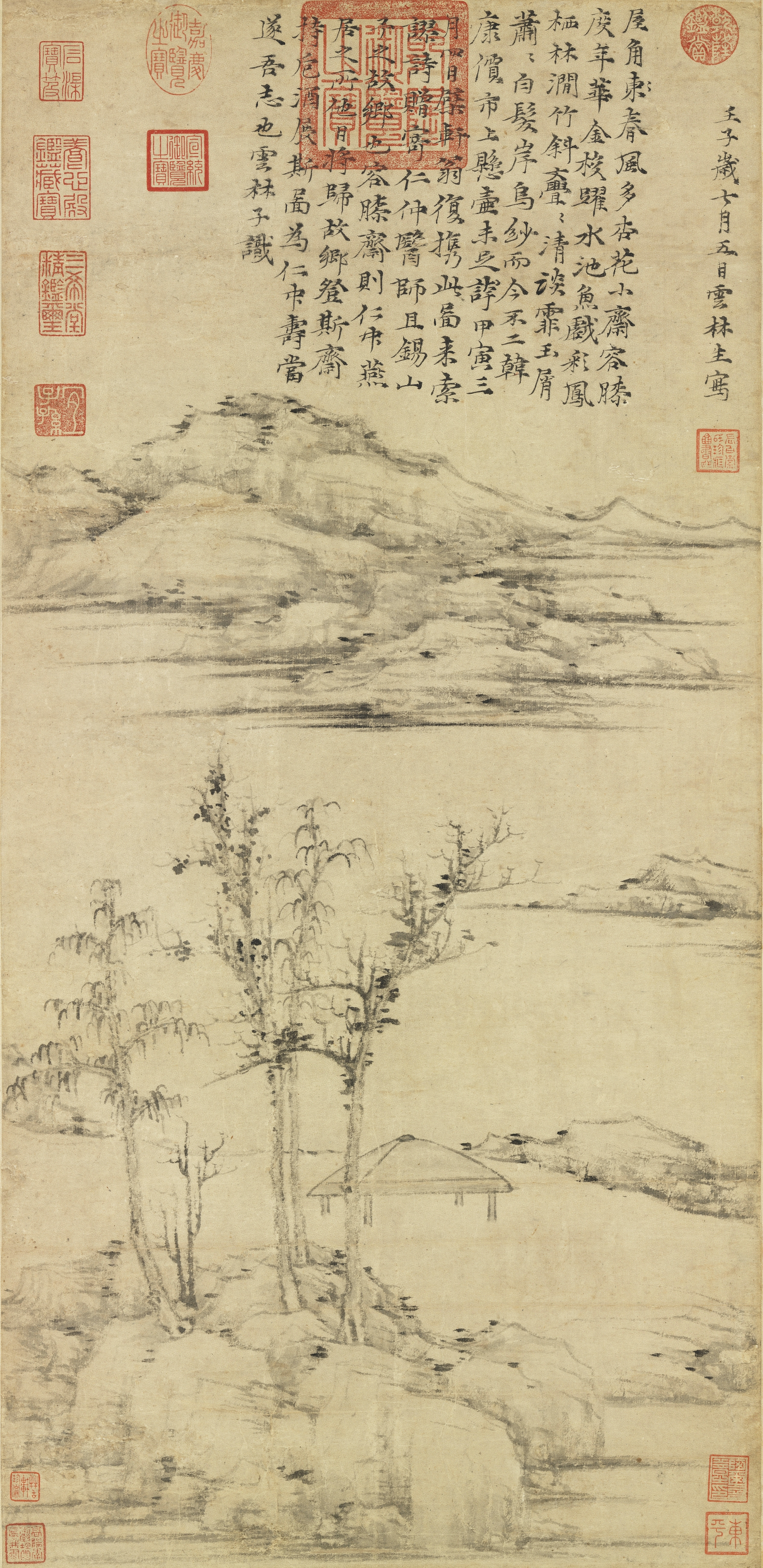
Ni Zan. Rongxi zhai tu. National Palace Museum, Taipei.

- 1372 : Rongxi zhai tu « Le studio minuscule (« contenant [seulement] les genoux ») », rouleau vertical du peintre chinois Ni Zan, encre sur papier[3].
- 1375-1381 : tapisserie de l’Apocalypse à Angers[4].
- 1375-1380 et 1385-1390 : Les Petites Heures de Jean de Berry, livre d'heures enluminé[5].
- 1378 : Théophane le Grec peint les fresques de l’église de la Transfiguration, à Novgorod[6].

## Naissances
- 1370 : Xie Huan, peintre chinois.
- Vers 1370 :
  - Lorenzo Monaco, peintre italien.
  - Gentile da Fabriano, peintre italien connu pour sa participation au gothique international italien.
  - Conrad von Soest, peintre allemand.
  - Jacobello del Fiore, peintre italien de l'école vénitienne.
  - Niccolò di Pietro Lamberti, sculpteur et architecte italien.
- Vers 1370-1375 :
  - Jean Malouel, peintre néerlandais.
  - Ottaviano Nelli, peintre italien.
- 1371 : Jacopo della Quercia, sculpteur italien.
- 1373 : Bicci di Lorenzo, peintre italien de l'école florentine  .
- Vers 1377 : Rossello di Jacopo Franchi, peintre et enlumineur italien de l'école florentine.
- Vers 1378 : Robert Campin, peintre flamand.
- 1378 : Lorenzo Ghiberti, sculpteur, orfèvre, architecte et écrivain florentin.

## Décès
- 1370 :
  - Yang Weizhen, peintre chinois.
  - Gennaro di Cola, peintre italien.
- 1373 : Allegretto Nuzi, peintre italien.
- 1374 : Ni Zan, peintre chinois.